# Scotland Yard (gioco)
Scotland Yard è un gioco da tavolo cooperativo progettato da Werner Schlegel, Dorothy Garrels, Fritz Ifland, Manfred Burggraf, Werner Scheerer e Wolf Hoermann e distribuito da Ravensburger, la cui prima edizione risale al 1983. Uno dei giocatori impersona il fuggitivo, "Mister X", mentre gli altri, nella parte dei poliziotti, tentano di acciuffare il malvivente attraverso le strade di Londra impiegando taxi, autobus e metropolitana.

## Regole
1 tavoliere che rappresenta la mappa del centro di Londra

6 pedine
125 gettoni movimento:
- 54 taxi
- 43 bus
- 23 metropolitana
- 5 Mr. X

1 label sheet;

18 carte posizione iniziale;

2 carte doppia mossa;

1 blocchetto per Mr. X;

1 cappello Mr. X
Un giocatore controlla "Mr. X", un criminale la cui posizione viene rivelata solo periodicamente e ogni altro giocatore controlla un investigatore che è sempre presente sul tavoliere.
Tutti i giocatori iniziano il gioco con 22 gettoni che permettono loro di usare uno dei seguenti mezzi di trasporto:
- Taxi che permettono di spostarsi di un solo spazio per ogni gettone usato, possono essere usati per raggiungere ogni punto di Londra. Molti spazi sono raggiungibili solo con questo mezzo
- Autobus, permettono di muoversi più rapidamente, ma solo se il giocatore si trova su una fermata dell'autobus
- Metropolitana di Londra, permette di spostarsi rapidamente tra punti distanti di Londra, ma le stazioni sono molto sparse, quindi il suo uso restringe molto le possibili posizioni di Mr. X
- Vie d'acqua accessibili solo a Mr. X, che seguono il percorso della rotta dei battelli lungo il Tamigi tra Greenwich e Whitehall

Ogni giocatore pesca una carta che gli indica la sua posizione di partenza tra le 18 possibili. Queste sono sufficientemente distanziate sulla mappa in modo che Mr. X non possa essere catturato nel primo turno di gioco. In totale ci sono 200 posizioni sulla mappa.
Ogni volta che un investigatore usa un gettone lo dà a Mr. X, dandogli in effetti una capacità di movimento illimitata. Mr. X registra le sue mosse su una scheda, coprendole con il gettone usato, così che gli investigatori hanno un indizio sulla sua posizione. Mr. X ha anche un numero di gettoni neri "validi su ogni trasporto" pari al numero di giocatori avversari in gioco (nella versione della Milton Bradely questi sono sempre cinque) e due carte "mossa doppia". Per usare un battello deve per forza usare un gettone nero.
In cinque momenti del gioco Mr. X deve rivelare la sua posizione corrente. Gli investigatori hanno quindi l'opportunità di raffinare la loro ricerca e se possibile di muovere in maniera da circondarlo. Da ogni posizione conosciuta il tipo di trasporto usato da Mr. X limita il numero di possibili posizioni in cui può trovarsi, fornendo utili indizi agli investigatori.
Gli investigatori vincono il gioco se uno di loro cattura Mr. X atterrando sulla sua posizione corrente, Mr. X vince se riesce a non farsi catturare fino a quando gli investigatori esauriscono i gettoni per muoversi (questo avviene dopo 22 mosse nel caso peggiore, perché a questo punto tutti gli investigatori avranno esaurito i gettoni usabili)
Sebbene il gioco indichi che può essere giocato da 3 a 6 persone si può giocar anche in due, sebbene in questo caso gli investigatori essendo controllati da una sola persona si coordineranno molto meglio e avranno una miglior probabilità di catturare Mr. X.

## Edizioni
Il gioco è stato pubblicato per la prima volta in Germania dalla Ravensburger dal 1983, e da allora ha avuto numerose edizioni in diverse lingue (inglese, francese, tedesco, olandese, italiano, greco, portoghese, spagnolo e giapponese). In generale sul mercato europeo e su quello giapponese è stato pubblicato dalla Ravensburger, mentre negli Stati Uniti e nel Canada dalla Milton Bradley, in Brasile dalla Grow Jogos e Brinquedos, in Cecoslovacchia dalla Bonaparte, in Spagna dalla Educa Sallent.
La Ravensburger ha pubblicato alcune varianti del gioco ambientate in Europa (Mister X , 2009), in Svizzera (Scotland Yard Swiss Edition, 2011) e a New York (N.Y. Chase, 2000).
Nel 2020 è uscita un'edizione ambientata in Italia e successivamente un'altra che ha come protagonista la città di Venezia. Nel 2022 è stata rilasciata un'edizione dedicata al celebre investigatore Sherlock Holmes e nel 2023 l'edizione per il 40º Anniversario (1983-2023).
Sono stata prodotte anche due versioni del gioco più piccole e compatte, da viaggio, una chiamata appunto "travel" e l'altra che prevede l'esclusivo utilizzo dei dadi per giocare, prodotta però solo per il mercato tedesco e austriaco ma reperibile facilmente su vari siti di vendita online.

## Riconoscimenti
Alla sua pubblicazione ha vinto lo Spiel des Jahres del 1983.